# Куниця американська
Куна американська (Martes americana) — північноамериканський представник роду куна (Martes) з родини мустелових (Mustelidae). Іноді називають куною лісовою, хоча слід відмітити, що Куниця лісова — окремий вид, поширений в Європі.
Американська куниця відрізняється від ільки (Martes pennanti) меншим розміром та кольором хутра, яке звичайно коричневе, з нечіткою світлою плямою на грудях.

## Зовнішність
Куна американська має довге, струнке тіло, відносно великі округлі вуха, короткі кінцівки. Голова приблизно трикутна, ніс гострий. Ноги п'ятипалі (хоча перший палець редукований) і пальцеходячі. В зимовий період підошви ніг густо опушені. Довга, шовковиста, щільна шерсть в діапазоні кольорів від блідо-жовтуватого-бурого до майже чорного. Голова зазвичай світліша, ніж інші частини тіла, ноги і хвіст темніші. Горло від світло-солом'яного до яскраво-помаранчевого кольору, морда бліда. Хвіст довгий і пухнастий. Як кішка, має кігті, що напівубираються, щоб лазити по деревах. Куна американська також має відносно великі стопи, що корисно в снігових районах. Існує значний розкид індивідуального забарвлення, але між статями його нема. Гвардії волосся 31,8 до 44,5 мм в довжину і щільний підшерсток становить близько 25,4 мм. Влітку хутро тонше і грубше. Блискуче хутро американської куни високо цінується мисливцями.
Статевий диморфізм виражений: у самців в середньому на близько 15% більша, ніж у самиць довжина тіла і на 65% більша маса тіла. Існує значна різниця в розмірі в різних місцях по всьому континенту. Діапазони розмірів дорослого самця: голова і тіло довжиною від 360 до 450 мм, довжина хвоста, від 200 до 230 мм, маса 470 до 1250 гр. Для дорослих самиць: голова і тіло довжиною від 320 до 400 мм, хвіст від 180 до 200 мм, а вага від 280 до 850 г. Зубна формула: i 3/3, c 1/1, p 4/4, m 1/2 = 38. 2n=38 хромосом.

## Природне середовище
Американська куниці мешкає у більшій частині Північної Америки від Аляски протягом більшої частини лісової Канади до північного сходу США, і на південь вздовж північної Каліфорнії, й на півдні в гори Сьєрра-Невади і Скелясті гори. Живе в основному в старих, високих хвойних і змішаних лісах.

## Стиль життя
Лаштує гнізда в дуплах дерев або в колодах, скелястих ущелинах чи норах. Активний усі пори року, веде нічний спосіб життя (хоча також активний рано вранці й пізно ввечері) і почасти деревний, але витрачає багато часу на землі. Поза сезоном розмноження веде, як правило, але не завжди, відокремлене життя. Самці захищають домашню територію розміром близько 8 квадратних кілометрів, самиці — розміром близько 2,5 квадратних кілометрів, між територіями самців і самиць існує перекриття. Між особами однієї статі стосунки агресивні. Куна американська використовувати широкий спектр продуктів харчування. Поживою є головним чином гризуни та інші дрібні ссавці (Tamiasciurus, Glaucomys, Tamias, Peromyscus, Sorex), але також птахи та їхні яйця, рептилії, амфібії, дощові черви, комахи, падло, сезонно фрукти і ягоди. Мабуть, найбільшим звичайним видобутком куниці є заєць, Lepus americanus. Куна потребує близько 80 ккал/день або близько трьох мишей. Зимовий розподіл куни може регулювати більше наявність жертв, ніж інших чинники середовища проживання. Часто харчуючись під снігом, роблять тунелі вниз поруч з колодами і пнями.
Bubo virginianus, Aquila chrysaetos, Haliaeetus leucocephalus, Canis latrans, Vulpes vulpes, Lynx canadensis, Puma concolor, Martes pennanti — природні хижаки для куни американської. Жоден з них не спричиняє істотного впливу на чисельність куни.

## Відтворення
Шлюбний сезон триває від 24 до 46 днів, як правило, відбувається в липні і серпні, але через ембріональну діапаузу малюки в кількості від одного до п'яти (в середньому 2.85) народжуються з середини березня до кінця квітня наступного року. Активна вагітність триває близько 27 днів. Таким чином, загальний термін вагітності становить від 220 до 276 днів. Варіація 56 днів в періоді вагітності ймовірно пов'язана з відмінностями в даті запліднення.

## Загрози та охорона
Через втрату місця існування, вид зник у багатьох південно-східних областях. На початок XX століття надмірне захоплення у пастки сильно виснажило куну американську на Алясці, в Канаді і північному заході Сполучених Штатів. Ареал цього виду скоротився.

## Галерея

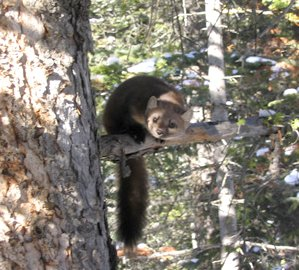
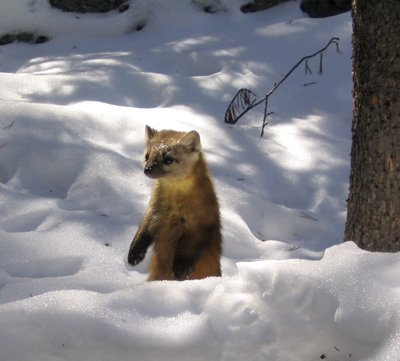
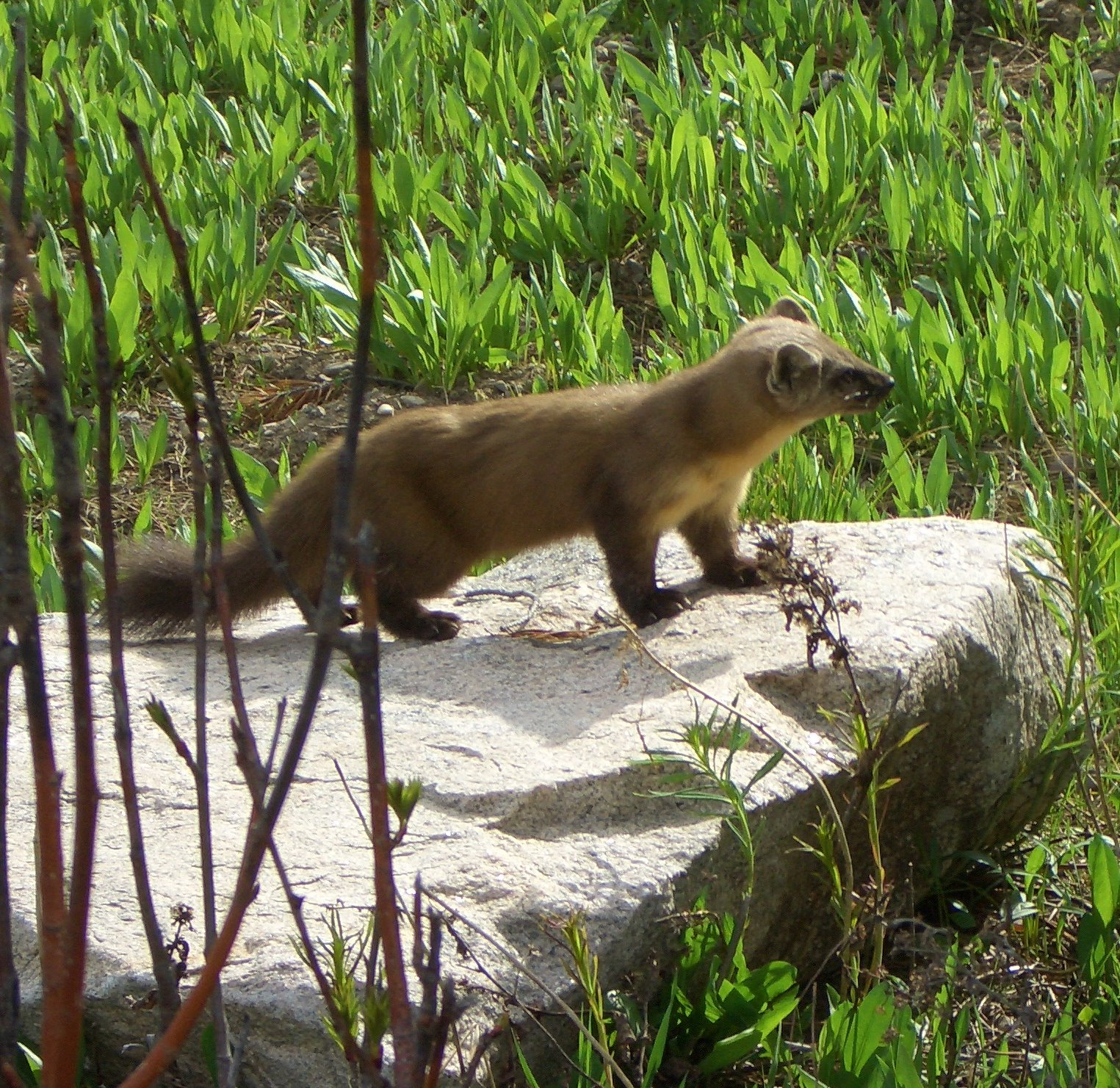